# Saijō Sake Matsuri
Saijō Sake Matsuri (西条酒まつり Tây Điều tửu lễ) là lễ hội sake tổ chức hàng năm ở Saijō Higashihiroshima, Hiroshima, Nhật Bản.
Saijō nổi tiếng với rượu sake địa phương hay Saijō Sake. Trong những con phố hẹp của khu vực Sakagura Dori ("Đường Kho Rượu Sake") gần ga Saijō JR là bức tường Namako (tường lưới trắng) và mái nhà Sekishu Gawara (mái ngói đỏ) của mười nhà máy rượu sake nổi tiếng; Chiyonoharu, Fukubijin, Hakubotan, Kamoki, Kamoizumi, Kamotsuru, Kirei, Saijotsuru, Sakurafubuki và Sanyotsuru. Tháng 7 năm 1995, Saijō được đặt làm nhà của Phòng thí nghiệm Nhà máy bia của Văn phòng Thuế Quốc gia.
Saijō Sake Matsuri là một phần quan trọng của văn hóa Hiroshima, nơi thu hút đám đông từ 100.000–200.000 người vui chơi và những người sành rượu sake vào mỗi tháng 10 trước khi mùa sản xuất bia (tháng 10 đến tháng 3) bắt đầu. Du khách cũng có thể tận hưởng nhiều điểm tham quan, gian hàng bên lề và trò chơi. Ngoài ra còn có rất nhiều loại thức ăn lễ hội truyền thống cũng như hiện đại.